# Maria Guilhermina de Bettencourt Mesquita
Maria Guilhermina Bettencourt de Sousa Rocha de Mesquita Pimentel (Angra do Heroísmo, 12 de dezembro de 1839 — Angra do Heroísmo, 7 de julho de 1907), mais conhecida por Maria Guilhermina de Bettencourt Mesquita, foi uma poetisa e benemérita, fundadora da Cozinha Económica Angrense.

## Biografia
É elevado o número das suas produções em prosa e verso, que foram publicadas em vários jornais dos Açores.
Aos elevados sentimentos liberais, alia-se uma alma bem formada. Foi incontestavelmente digna, pelos serviços beneméritos a favor da sua terra. À sua vontade, e assíduos esforços se deve a criação da Cozinha Económica Angrense, que foi inaugurada a 17 de abril de 1897.
A Cozinha Económica Angrense é uma Instituição Particular de Solidariedade Social, fundada a 17 de abril de 1897, por iniciativa da terceirense Maria Guilhermina de Bettencourt Mesquita. Os primeiros Estatutos datam de 5 de agosto daquele ano e foram aprovados pelo Governo Civil de Angra a 9 de novembro do mesmo ano. 
Os já referidos Estatutos foram assinados por uma Comissão Fundadora composta por Alfredo da Silva Sampaio, Gervásio Lourenço, Manuel de Macedo Pereira, António Miguel da Silveira Moniz, Alfredo Pamplona Machado Corte-Real, João de Lemos Bettencourt e José Maria Coelho de Lima. A Cozinha Económica Angrense tem como objeto social distribuir, gratuita e diariamente, refeições a pessoas carenciadas, em número não inferior a 20, estando ainda disponível para fornecer refeições diárias a pessoas ou famílias a preços ajustados às condições socio-económicas de cada um dos beneficiários.
A instituição, a sua sede e atividade foram fortemente condicionadas pelo sismo de 1 de janeiro de 1980, apenas retomando a plena atividade em 2003.